# Улица Ярослава Мудрого (Харьков)
Улица Ярослава Мудрого  — улица города Харькова , расположенная в Киевском районе. Начинается от Сумской улицы и идет на юго-восток к улице Григория Сковороды. Пересекается с улицами Мироносицкой, Чернышевской, Алчевских.

## История и название
В 1880 г. в конце Большой Немецкой улицы (ныне Григория Сковороды) установили резервуар для воды на 10 тыс. ведер, связанный с городской водопроводной системой. Местные жители называли его бассейном. В 1888 г. городская дума утвердила план застройки участка рядом с бассейном и пробивки новой Юмовской улицы (ныне Гуданова). К северо-западу от Немецкой улицы в 1893 г. начали прокладывать Бассейный переулок. В начале XX века улица, получившая название Бассейной, была застроена на Сумскую улицу.
В 1958 г. Бассейной улице было присвоено имя Г. И. Петровского , советского государственного и политического деятеля. 20 ноября 2015 г. Харьковский городской совет переименовал улицу Петровского. Она получила имя Ярослава Мудрого, великого князя Киевского.

## Дома

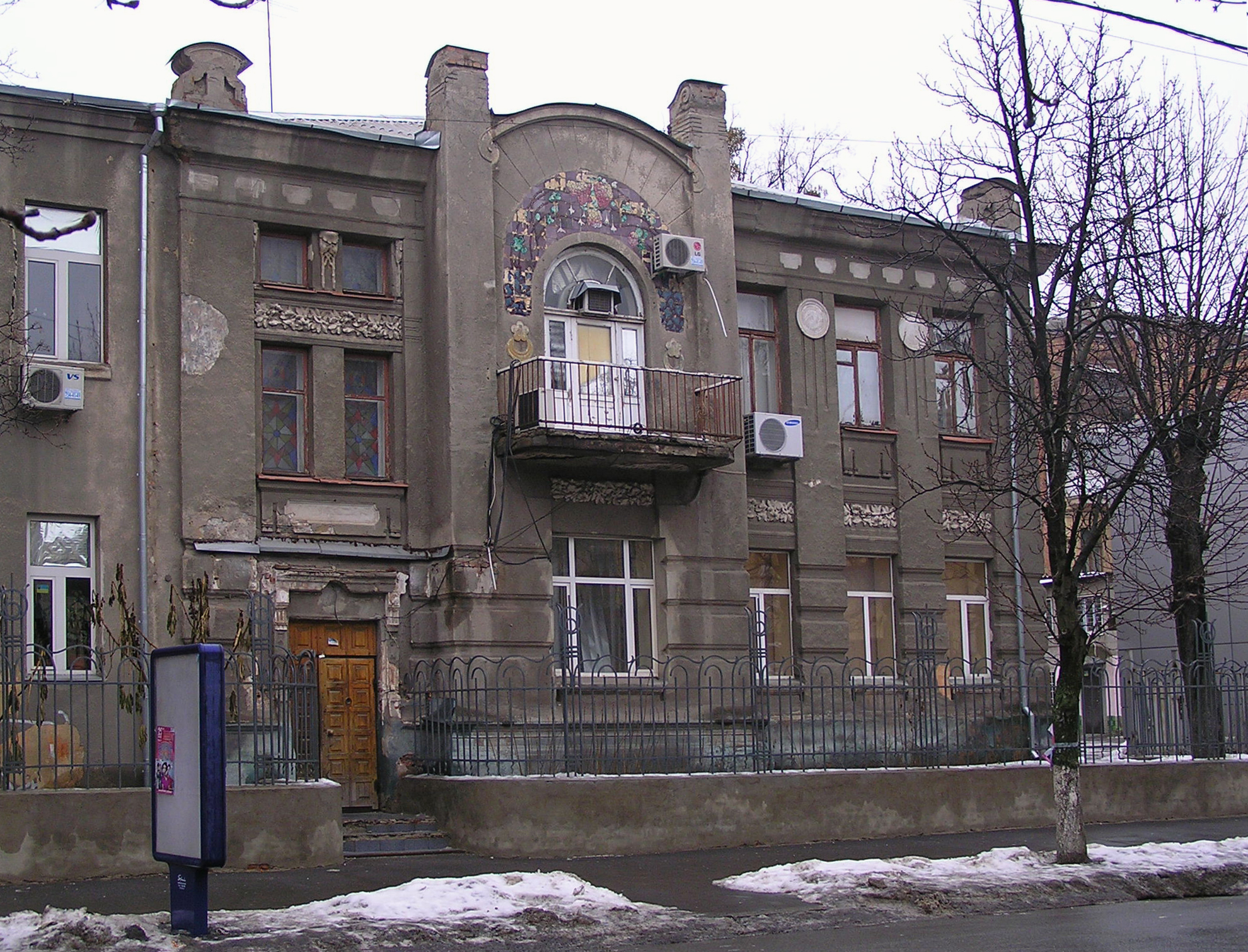
Дом №3

- Дом № 3  - Памятник архитектуры Харькова , особняк, 1903 г., архитектор И. Г. Санин.
- Дом № 16  – Главное территориальное управление юстиции в Харьковской области[3].
- Дом № 17  – Памятник архитектуры, особняк, кон. XIX век, архитектор неизвестен.
- Дом № 18  - Харьковский патентно-компьютерный колледж.
- Дом № 23  – Памятник архитектуры, частная лечебница, 1914 г., архитектро А. И. Ржепишевский. В настоящее время здание банка.
- Дом № 24  - Памятник истории Харькова . В этом доме в 1923—1924 годах жил композитор Исак Дунаевский , в честь которого на фасаде установлена мемориальная доска.
- Дом № 25  – Памятник архитектуры, автомобильно-дорожный институт, построенный в 1930 г., архитекторы Э. Д. Гамзе, Н. А. Линецкая. В настоящее время Харьковский национальный автомобильно-дорожный университет.
- Дом № 28  – Харьковский музей холокоста и истории евреев[4].
- Дом № 30а  - ПАО «Харьковметрострой»[5].
- Дом № 33  – Памятник архитектуры, жилой дом, 1913 г., архитектор А. И. Ржепишевский.

## Памятники

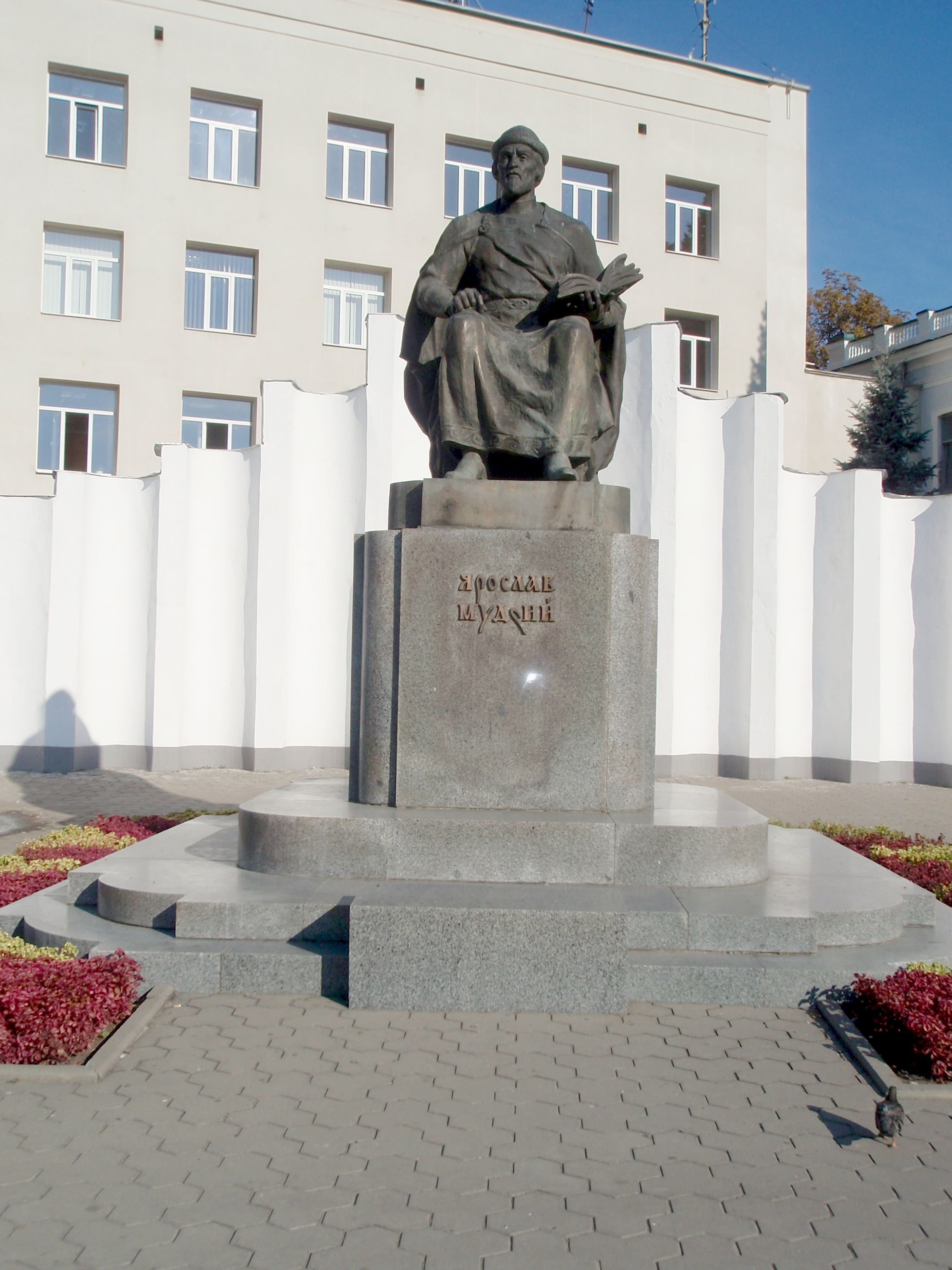
Памятник Ярославу Мудрому

На перекрестке с улицей Григория Сковороды возле Национального юридического университета им. Ярослава Мудрого, в 1999 г. был открыт памятник Ярославу Мудрому. 
Возле кафе «Рио» (д. № 21) в период с 2003 по 2016 г. было открыто несколько скульптурных памятников литературным персонажам романа И. Ильфа и Е. Петрова «12 стульев»  — Бендеру , Эллочке и Кисе Воробьянинову. Большинство из них авторства Катиба Мамедова . В случае с последним памятником распространена примета: потереть стула на фарт и деньги. История не сохранила единой аналогичной легенды по поводу первой скульптуры, но у Эллочки, по состоянию на 2017-й, очевидно был стерт верхний слой на левой груди.

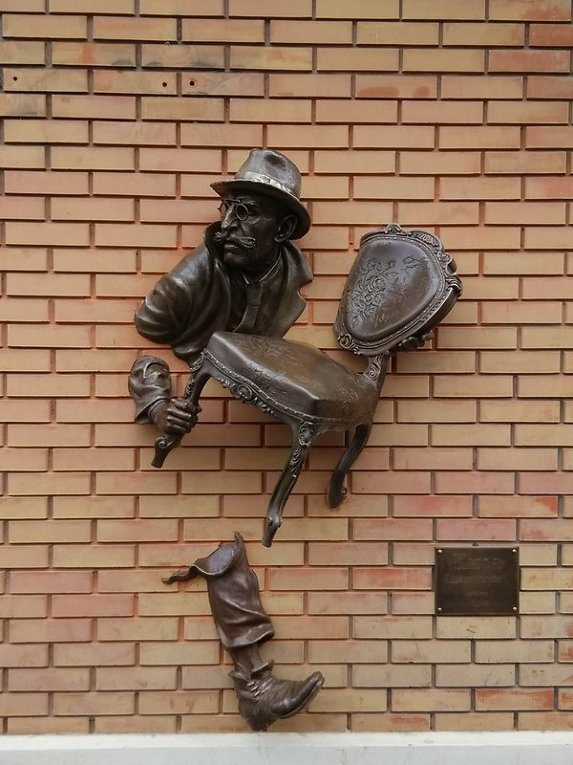
Киса